# Provincia de Ubon Ratchathani
Ubon Ratchathani (en tailandés: จังหวัดอุบลราชธานี) es una de las setenta y seis provincias que conforman la organización territorial del Reino de Tailandia.

## Geografía
Dentro de Khong Chiam el río Mun, el río más grande de la meseta de Khorat, se une el río Mekong, que forma la frontera noreste de Tailandia con Laos. Se lo llama Maenam Song Si, porque el agua marrón del río Mekong se mezcla con el agua azul del río Mun. Se encuentra a unos 84 km desde la ciudad de Ubon Ratchathani.
El área donde las fronteras de los tres países, Tailandia, Laos y Camboya se juntan es promovido como el Triángulo de Esmeralda, en contraste con el Triángulo de Oro, en el norte de Tailandia. La Esmeralda se refiere a los grandes bosques del monzón intactos allí.

## Divisiones administrativas

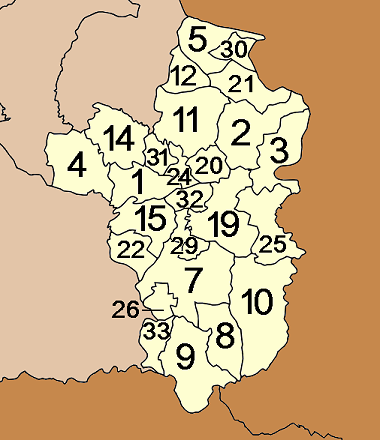
Distritos de la provincia.

Esta provincia tailandesa se encuentra subdividida en una cantidad de distritos (amphoe) que aparecen numerados a continuación:
- 1. Mueang Ubon Ratchathani
- 2. Si Mueang Mai
- 3. Khong Chiam
- 4. Khueang Nai
- 5. Khemarat
- 7. Det Udom
- 8. Na Chaluai
- 9. Nam Yuen
- 10. Buntharik
- 11. Trakan Phuet Phon
- 12. Kut Khaopun
- 14. Muang Sam Sip
- 15. Warin Chamrap
- 19. Phibun Mangsahan
- 20. Tan Sum
- 21. Pho Sai
- 22. Samrong
- 24. Don Mot Daeng
- 25. Sirindhorn
- 26. Thung Si Udom
- 29. Na Yia
- 30. Na Tan
- 31. Lao Suea Kok
- 32. Sawang Wirawong
- 33. Nam Khun

## Demografía
La provincia abarca una extensión de territorio que ocupa una superficie de unos 15.744,8 kilómetros cuadrados, y posee una población de 1.691.441 personas (según las cifras del censo realizado en el año 2000). Si se consideran los datos anteriores se puede deducir que la densidad poblacional de esta división administrativa es de 107 habitantes por kilómetro cuadrado aproximadamente.